# Lot’s Ait
Lot’s Ait  ist eine Insel oder Werder (englisch Ait) im von den Gezeiten beeinflussten Abschnitt der Themse nahe Brentford im  Borough of Hounslow in London, England. Die Insel hat eine Größe von ungefähr 4.738 m².

## Geschichte
Lot’s Ait  wird oft zusammen mit dem benachbarten Brentford Ait genannt. Die Insel wurde früher zum Anbau von Gras als Viehfutter sowie von Korb-Weiden genutzt. Sie war einst als Barbel Island (dt. Barbeninsel) bekannt und ein ergiebiges Fischereigebiet. Von den 1920er Jahren bis in die späten 1970er Jahre gab es auf der Insel eine Werkstatt zur Reparatur von Barken. Die Werkstatt wurde verkauft und stillgelegt, die Insel verwilderte. 2002 wurde die Insel zum Verkauf angeboten und es gab einen vorläufigen amtlichen Nutzungsplan mit der Möglichkeit, ein Restaurant und ein Bootslager zu betreiben.
Die Insel ist über eine Fußgängerbrücke zugänglich und bei Niedrigwasser kann man vom Ufer in Brentfort zur Insel laufen. Mit dem Boot kann man die Insel von der Goats Wharf in der Nähe der Brentford High Street erreichen.
2011 wurde die Insel von der lokalen Firma John’s Boat Works gepachtet, die die Schiffswerkstatt wieder in Betrieb nahm. Im Januar 2012 wurde eine neue Fußgängerbrücke gebaut, die die Insel mit Brentford am Smith Hill verbindet.

## Sonstiges
- Die Insel wurde für einige Szenen im Film African Queen genutzt.
- Szenen des Films Stratton: First into Action wurden ebenfalls auf der Insel gedreht.